# Poltys frenchi
Poltys frenchi là một loài nhện trong họ Araneidae.
Loài này thuộc chi Poltys. Poltys frenchi được Henry Roughton Hogg miêu tả năm 1899.